# Leon Meijer
L.E. (Leon) Meijer (Dordrecht, 20 januari 1964) is een Nederlands bioloog, ChristenUnie-politicus en bestuurder.

## Biografie
Meijer is geboren in Dordrecht en groeide op in Ridderkerk. In 1989 studeerde hij af aan de Landbouwuniversiteit Wageningen in de biologie, met als specialisatie visteelt in de tropen. In 1990 vertrok Meijer met zijn vrouw naar Israël waar hij in Haifa onderzoek deed naar de milieueffecten van intensieve aquacultuur. Het eerste jaar werkte hij voor de zendingsorganisatie Near East Ministry. Samen met zijn vrouw kreeg hij drie kinderen in Israël. Meijer leerde Hebreeuws, promoveerde aan het Technion, de Technische Universiteit van Israël. Wegens familieomstandigheden keerde hij in 1994 terug naar Nederland. Een jaar later, in 1995, volgde uitzending naar Israël door de GZB.
In 1999 keerde Meijer met zijn gezin terug in Ede en kwam hij te werken als hoofd van het beleidsteam van de Europese fractie van de ChristenUnie/SGP. Van 2004 tot 2006 werkte Meijer bij het Europees Parlement, onder meer voor Paul van Buitenen. Bij de Tweede Kamerverkiezingen van 2006 trad hij op als coördinator voor de ChristenUnie. Hij stond zelf ook op de kandidatenlijst voor die partij (op nummer 23), en was buiten de top 10 de kandidaat die de meeste stemmen kreeg, namelijk 1.779. Daarna werkte hij als beleidsmedewerker bij het CNV.
Van 2010 tot 2014 was Meijer gemeenteraadslid van Ede en van 2014 tot 7 december 2023 was hij er wethouder van onder meer Jeugdzorg, Onderwijs, Financiën, Wonen en Voedselbeleid. Met ingang van 11 december 2023 werd hij aangesteld als bestuurlijk aanjager voor de transformatie van de Jeugdzorg+ en de residentiële jeugdhulp. Daarnaast is hij bestuurslid van Christenen voor Israël, sinds 2016 lid van het partijbestuur van de ChristenUnie als internationaal secretaris, sinds 2021 lid van het partijbestuur van de ECPM, voorzitter van Christians for Israel International, lid van het Kennisplatform Preventie van ZonMw en het ministerie van Volksgezondheid, Welzijn en Sport, en lid van de raad van toezicht van Kwadraad.
Meijer is getrouwd en heeft vier kinderen. Hij behoort tot het evangelisch christendom.